# Kirchlein am Meer

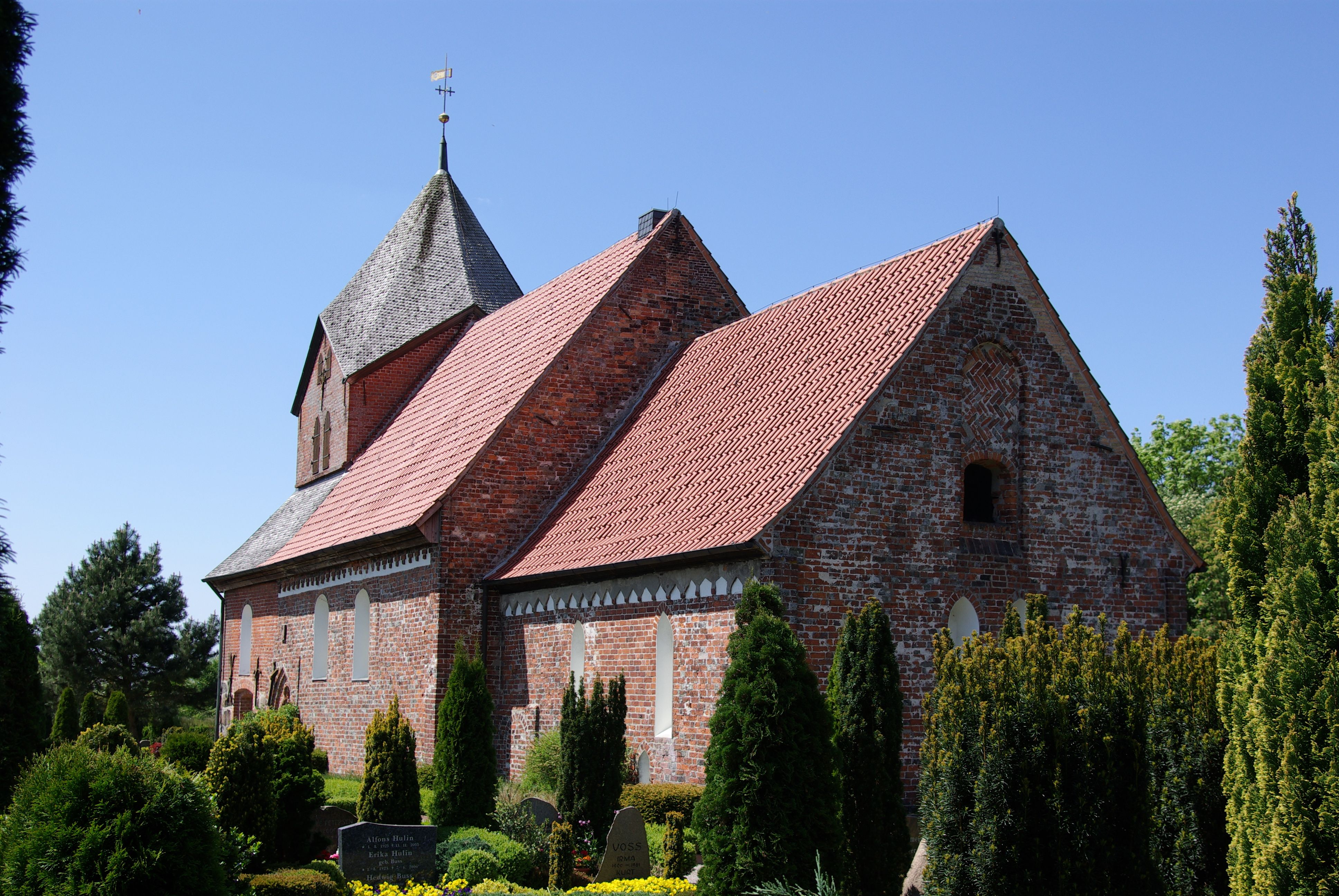
Die Kirche von Südosten

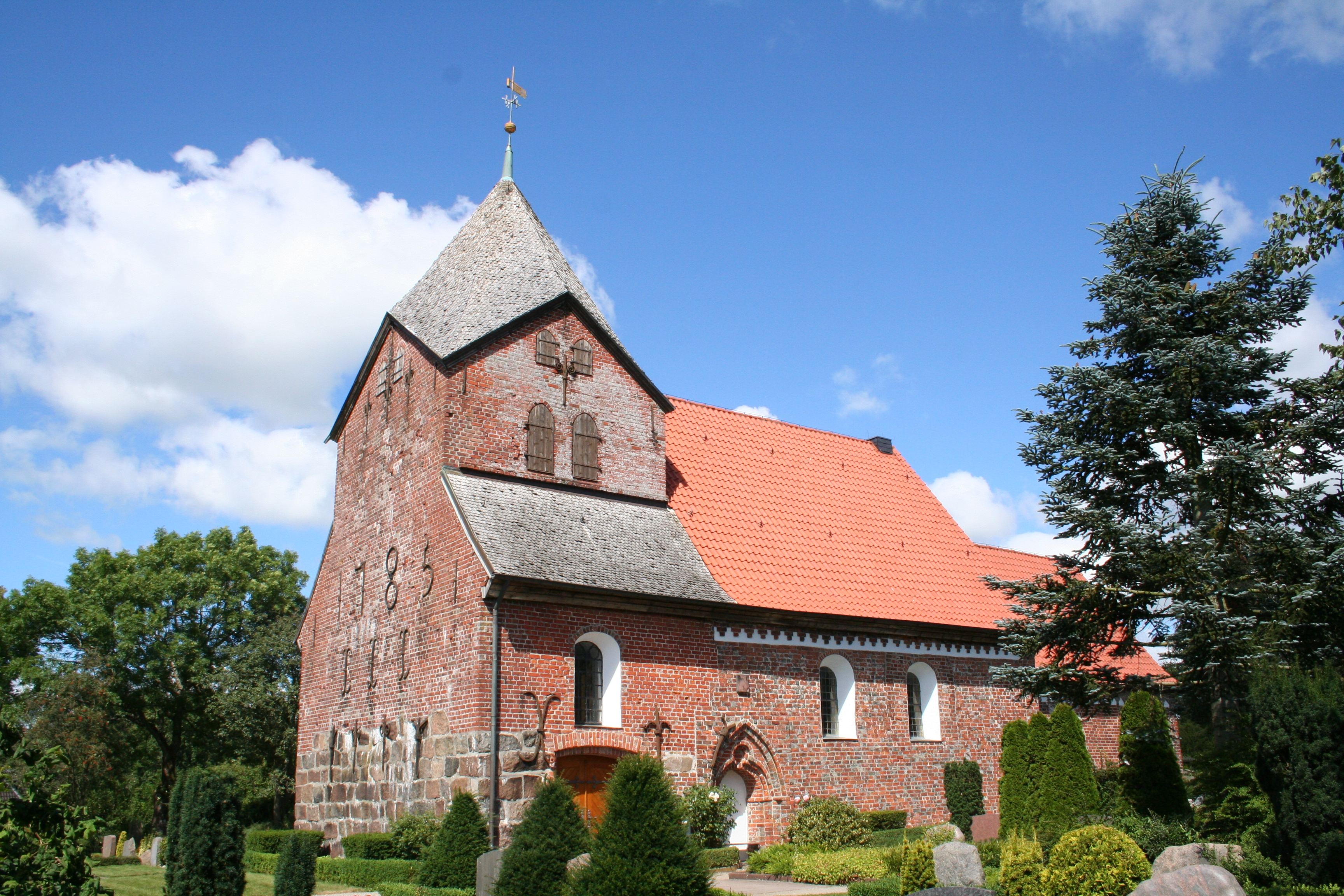
Ansicht von Südwesten

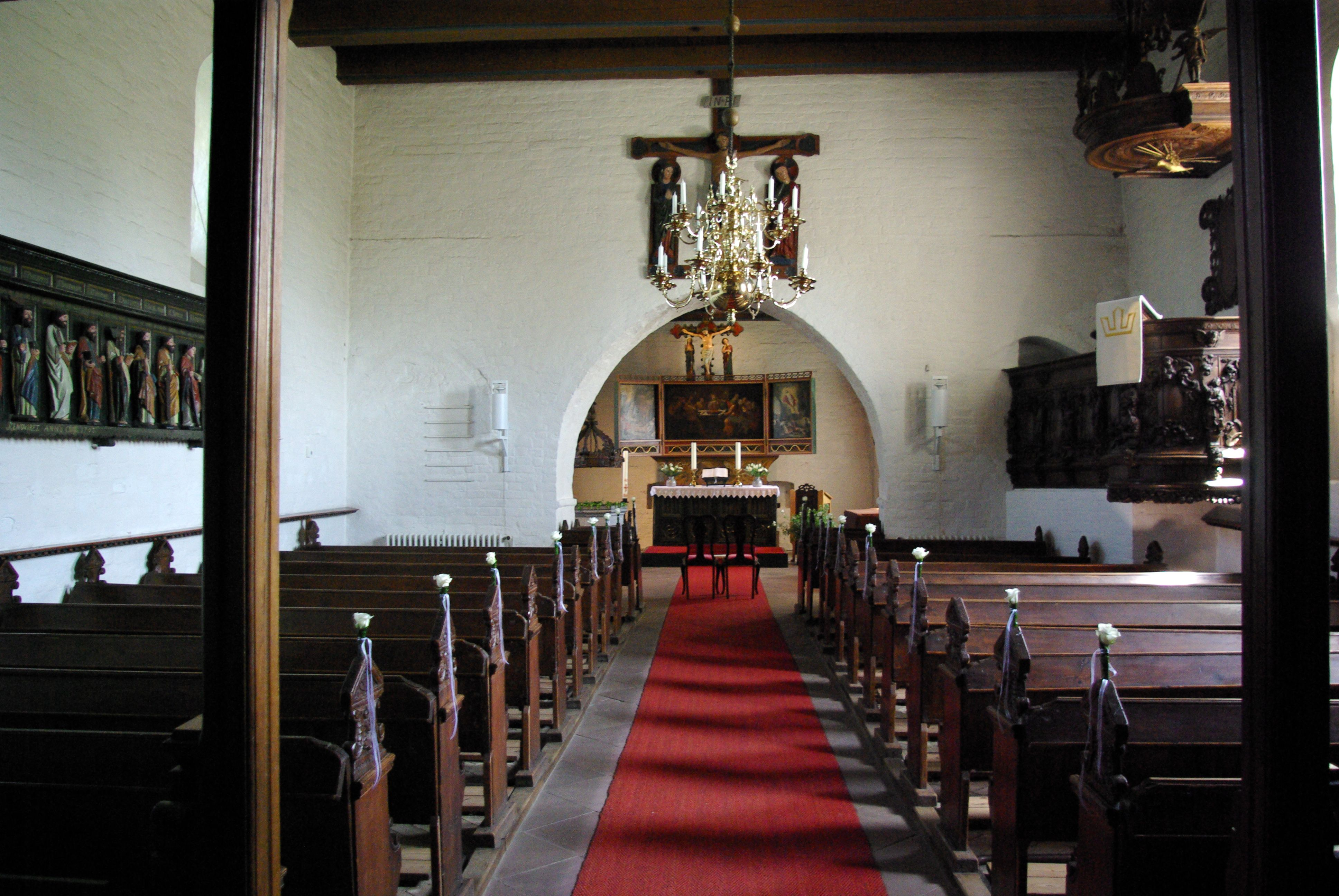
Innenraum mit Blick nach Osten

Das Kirchlein am Meer ist eine frühgotische Backsteinkirche des 13. Jahrhunderts in Schobüll, einem Ortsteil von Husum in Schleswig-Holstein.

## Geschichte
Das sogenannte Kirchlein am Meer wurde in der Mitte des 13. Jahrhunderts errichtet und war wohl zunächst eine zum Kirchspiel Hattstedt gehörige Kapelle. Der Legende nach soll sie von drei Jungfrauen als Missionskirche gestiftet worden sein. Erstmals urkundlich erwähnt wird die Kirche 1352 mit dem lateinischen Namen parochia beate virginis, sie war also ursprünglich eine Marienkirche. Statt nach dem Patrozinium wurde sie in späteren Dokumenten nur als ecclesiola sub mare (Kirchlein am Meer) bezeichnet. Sie befindet sich am Fuße des „Schobüller Bergs“, einem der höchsten Punkte der schleswig-holsteinischen Nordseeküste, und diente lange als Seezeichen für nach Husum einfahrende Schiffe.
Der hohe gotische Turm stürzte im Jahre 1780 ein und wurde bis 1785 in verkürzter Form neu aufgebaut und 1896 umgestaltet.
1972/1973 wurde die Kirche umfassend restauriert. Bei einer Innensanierung im Jahr 2020 wurden die alten Farbschichten an den Wänden entfernt und durch eine einheitlich weiße Schlämmung ersetzt.
Die Kirche gehört zum Kirchenkreis Nordfriesland in der Evangelisch-Lutherischen Kirche in Norddeutschland.

## Architektur
Die in etwa geostete einschiffige Kirche aus roten Backsteinen ist im Ortszentrum am Geestrand inmitten des Friedhofs errichtet. Der langgestreckte Rechteckchor ist gegenüber dem Kirchenschiff eingezogen und hat ein niedrigeres Satteldach. Das Giebeldreieck wird durch eine Rundbogenblende im Fischgrätenverband verziert. Der Chor wird im Norden und Süden durch je zwei schmale Spitzbogenfenster belichtet; die beiden Ostfenster sind vermauert, ebenso wie die ursprüngliche Priesterpforte an der Südseite. Unterhalb der Traufe ist ein Winkelfries angebracht. Die Südwand des Chors ist von einem Hagioskop oder einer Lepraspalte durchbrochen, einer heute vermauerten, aber von innen wie außen erkennbaren Öffnung, die Aussätzigen eine Teilnahme am Gottesdienst ermöglichte.
Das kurze Langhaus wird ebenfalls von einem Satteldach mit roten Ziegeln bedeckt. An der Nordseite sind unter dem Klötzchenfries zwei hochsitzende Spitzbogenfenster erhalten, die Südseite hat zwei Rundbogenfenster. Im Westen der Langseiten sind die beiden gestuften Rundbogenportale unter einer Hufeisenblende in einer Spitzbogenblende heute vermauert.
Der Westbau aus derselben Zeit nimmt im Untergeschoss dieselbe Breite wie das Schiff ein und erhebt sich im unteren Bereich über großen Granitquadern. In mittlerer Höhe leiten zwei Pultdächer im Norden und Süden zum quadratischen Turmstumpf über, der 1785 neu aufgeführt wurde. Er dient als Glockenstube und erreicht seitdem nur noch die Höhe des Dachfirstes vom Kirchenschiff. Das stumpfe Faltdach wird von einem Turmknauf, Kreuz und Wetterfahne bekrönt. Pultdächer und Faltdach sind mit Eichenschindeln gedeckt. Das Stichbogenportal an der Südseite des Turms wurde wie die Rundbogenfenster im Norden und Süden 1896 geschaffen. Die Westseite ist fensterlos. Die Eisenanker zeigen das Jahr 1785 der Turmerneuerung an.

## Ausstattung

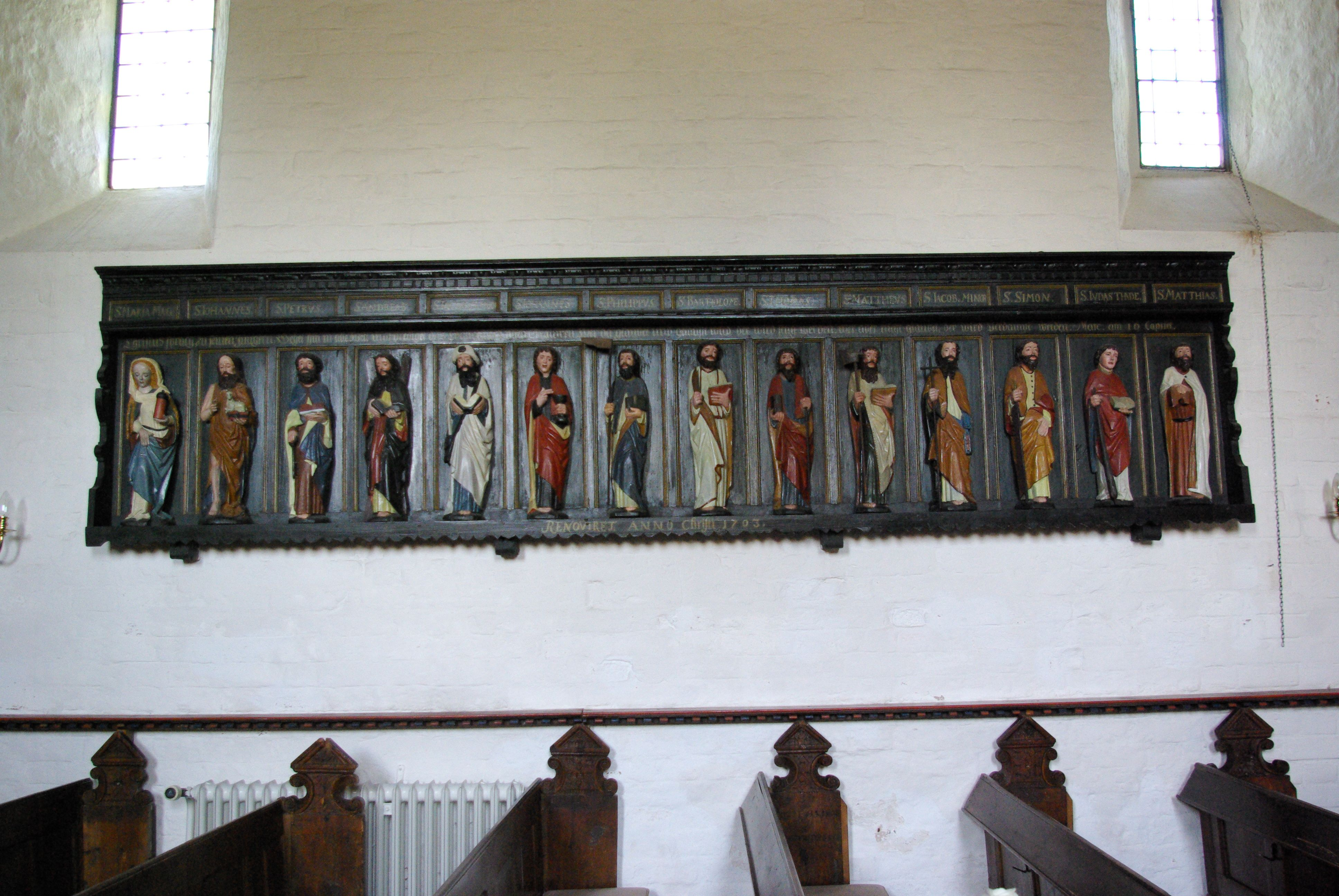
Figurenfries an der Nordwand
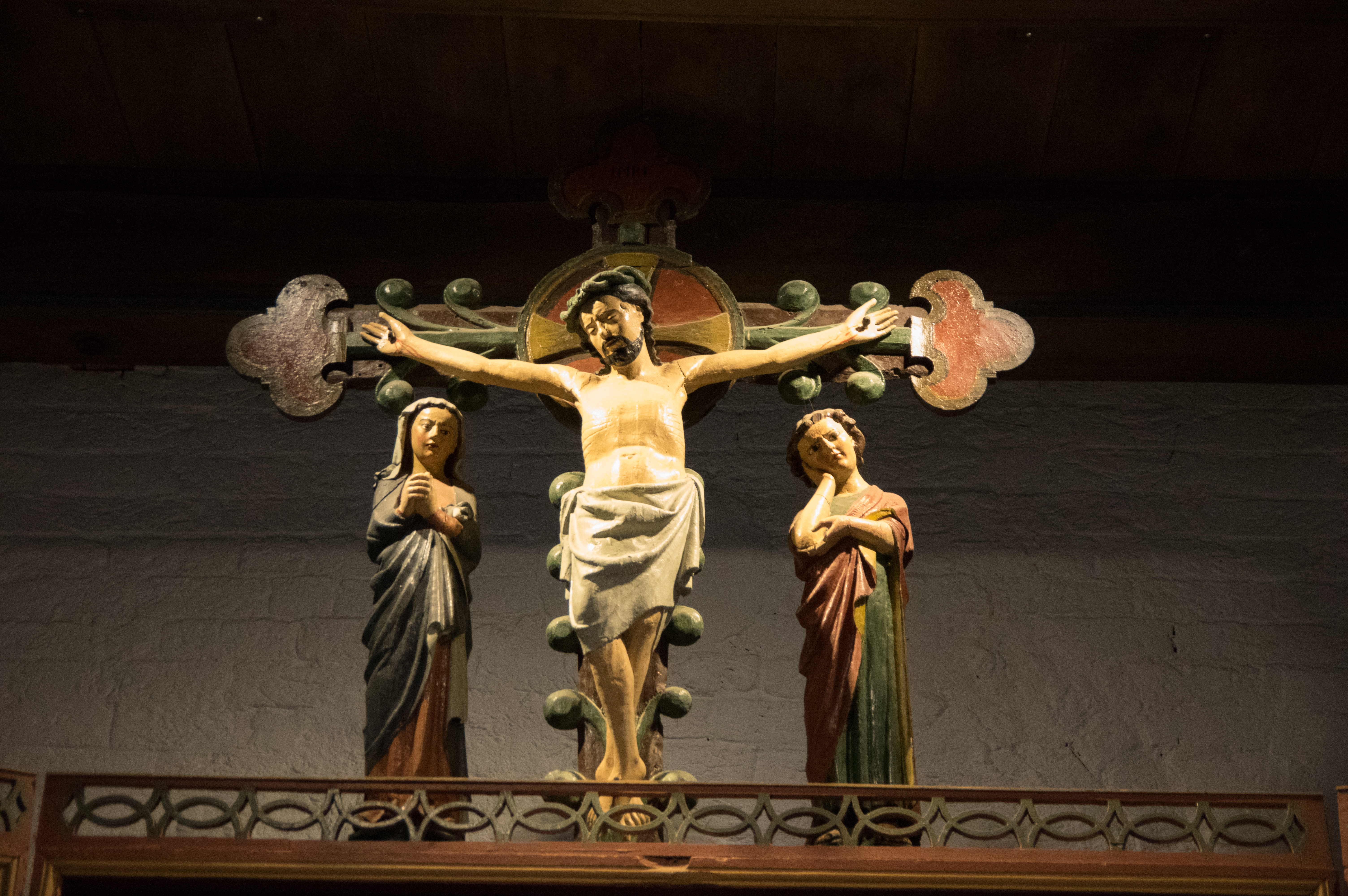
Kreuzigungsgruppe auf dem Altar
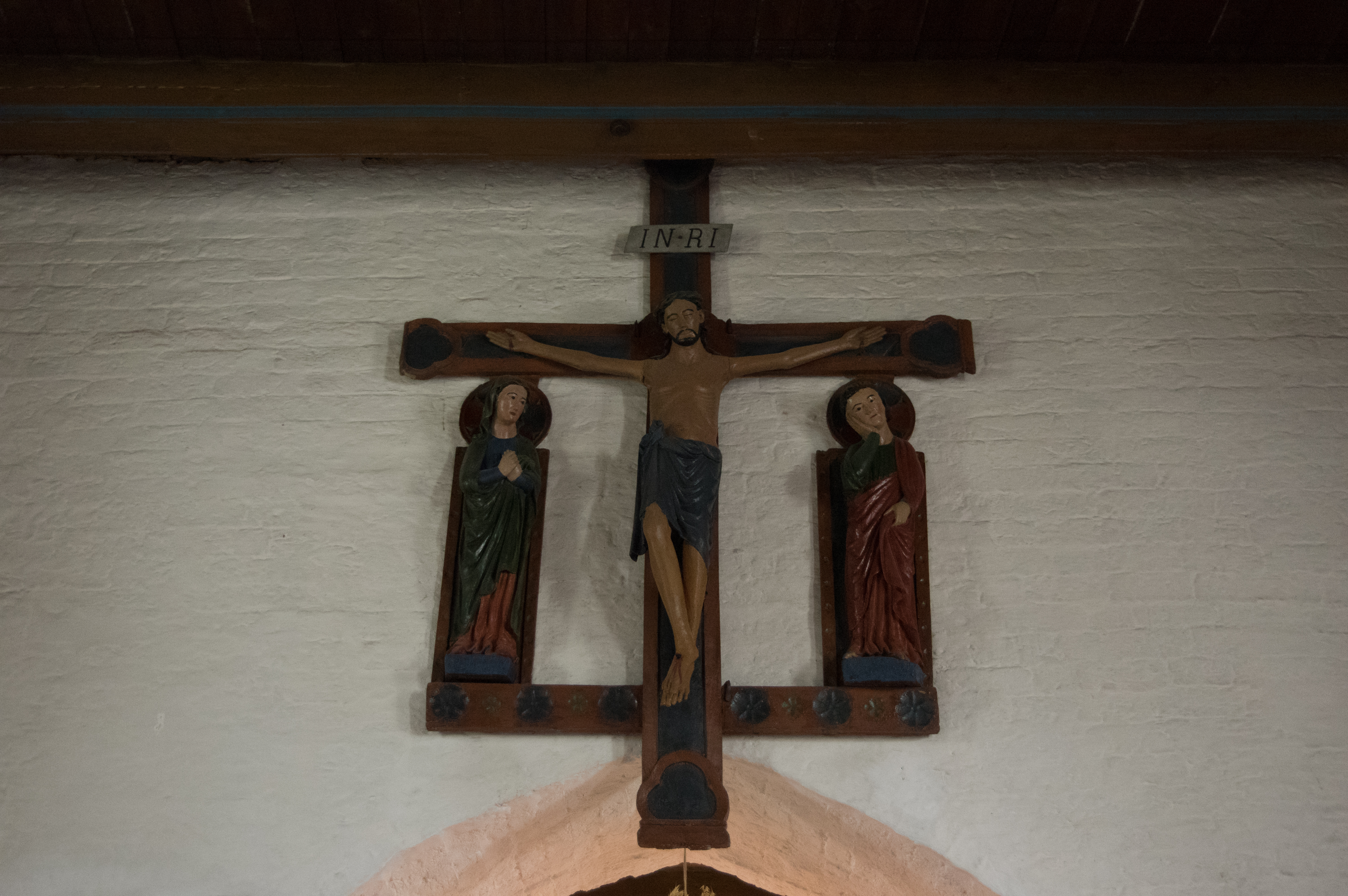
Triumphkreuz
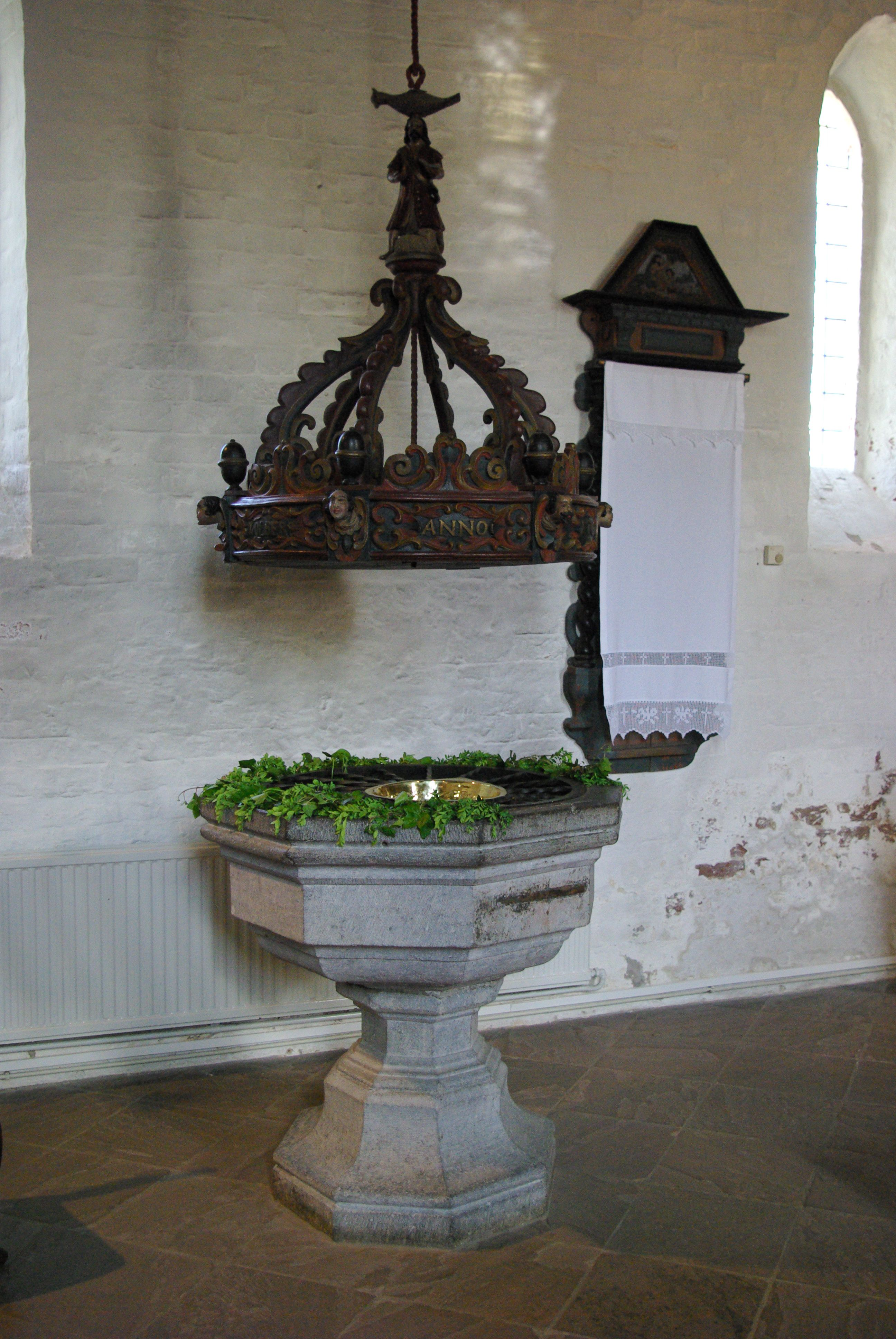
Taufbecken mit Deckel
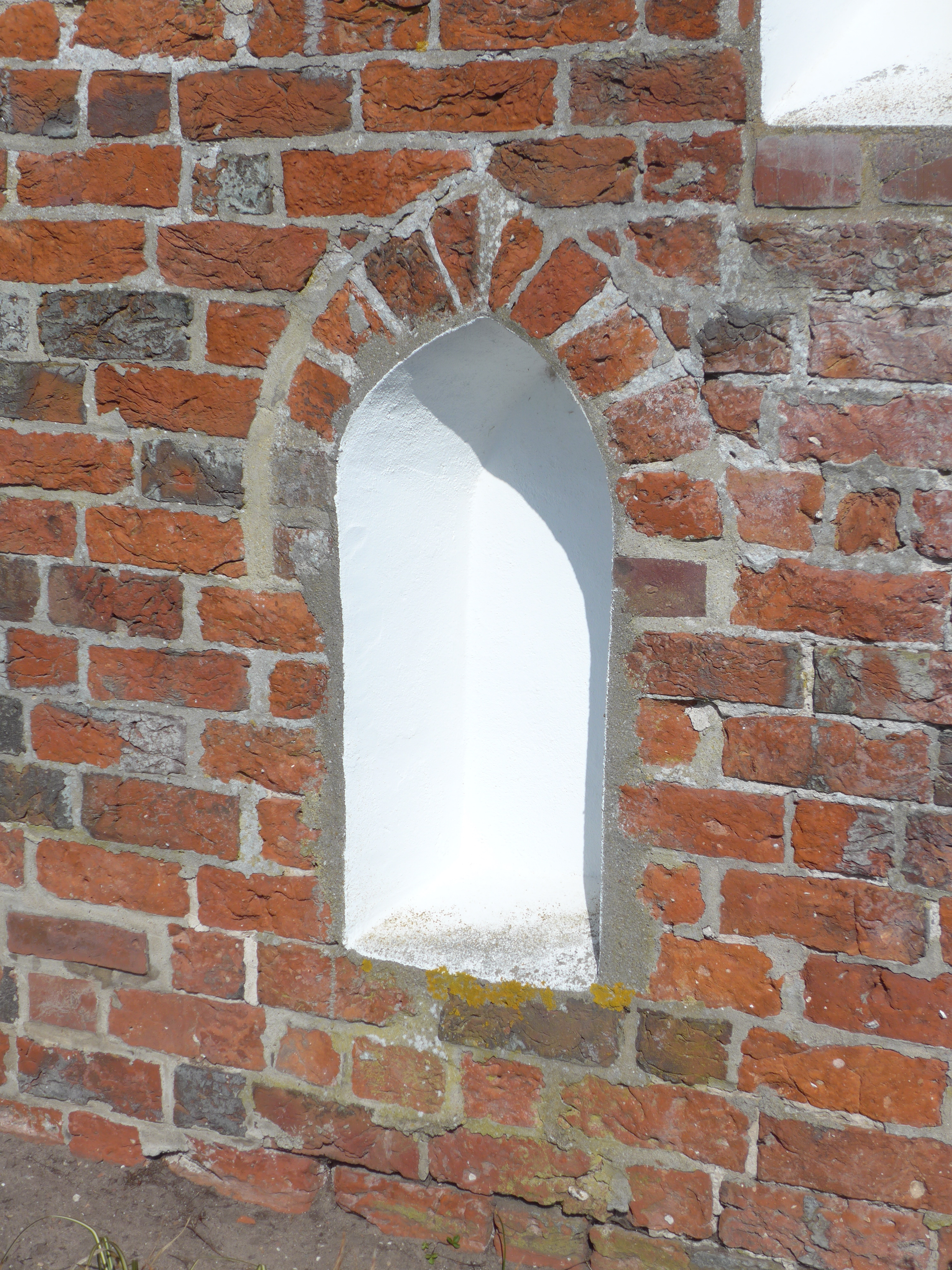
Hagioskop
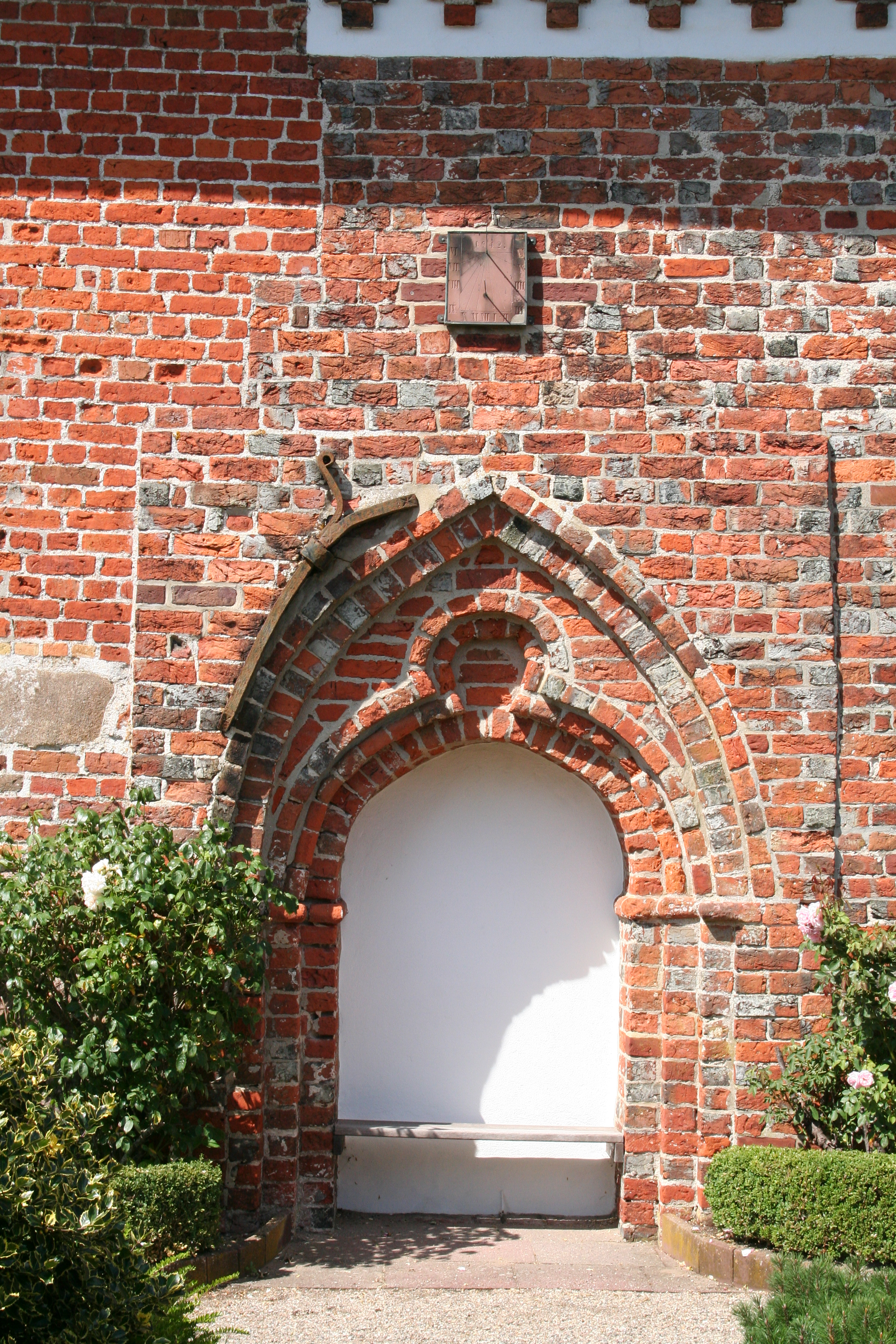
Vermauertes Südportal

Der Innenraum wird von einer flachen Holzbalkendecke abgeschlossen. Ein Spitzbogen öffnet den Chor zum Schiff. 1638 wurde ein Teil der Kirchenausstattung umgestaltet. Das geschah vermutlich, weil Ausstattungsstücke aus 1634 in der Burchardiflut untergegangenen Kirchen der Insel Strand übernommen wurden. Zu Beginn des 18. Jahrhunderts wurde die Empore eingezogen und mit von Gemeindegliedern gestifteten Gemälden versehen. Gleichzeitig wurden der Taufdeckel gestiftet und Ausbesserungen an der übrigen Ausstattung vorgenommen. 1901 wurden die mittelalterlichen Schnitzfiguren teilweise ohne Rücksicht auf die ursprüngliche Fassung neu bemalt.

### Triumphkreuz
Die lebensgroße geschnitzte Kreuzigungsgruppe über dem Chorbogen wird auf etwa 1270 datiert. Neben dem für die 1941 erfolgte Aufhängung am jetzigen Ort über dem Chorbogen nach unten versetzten Kreuz stehen Johannes und Maria mit Heiligenscheinen vor Rückbrettern. Das Kreuz hat eine Höhe von 270 cm. Ursprünglich befand die Figurengruppe sich auf einem im Chorbogen aufgestellten Sockel, mit dem sie durch breite Holzzapfen verbunden war, die bei den Nebenfiguren Maria und Johannes noch erhalten sind. Für eine zwischenzeitliche Aufhängung an der Wand neben dem Chorbogen wurde das obere Ende des Kreuzbalkens verkürzt. Die Triumphkreuzgruppe zeigt große Ähnlichkeit mit der Gruppe in Kosel, die sich heute im Landesmuseum für Kunst und Kulturgeschichte auf Schloss Gottorf befindet, und hat auch einen Bezug zu der Gruppe in Hürup. Die Farbfassung ist unansehnlich und stammt aus neuerer Zeit.

### Altar
Vor den aufgemauerten Altartisch wurde im späten 15. Jahrhundert ein selten so schön erhaltenes Antemensale gesetzt. Seine acht in zwei unterschiedlich grünen Lasuren gefassten Felder bestehen in der oberen Zone aus Maßwerkbogen, darunter aus variierten Rosetten mit rotierendem Fischblasenmaßwerk. Ein ähnliches Antemensale befindet sich in der Hattstedter Kirche.
Der spätgotische Altaraufsatz, ein Flügelaltar, entstand um 1470. Von dem ursprünglichen Retabel ist nur der Schrein mit Maßwerk am Unterzug erhalten. Anhand erhaltener Vergoldungsreste hinter der rechten Gemäldetafel lässt sich rekonstruieren, dass in den Flügeln jeweils drei oder vier Schnitzfiguren standen. Weitere Figuren hätten im Mittelschrein Platz gehabt, so dass der heute an der Nordwand angebrachte Apostelfries möglicherweise die ursprünglichen Figuren des Retabels darstellt. Auf der Außenseite der Flügel befanden sich Gemälde, die nicht erhalten sind. Dieser Bildschmuck wurde 1638 durch barocke Gemälde ersetzt, die in der Mitte das Abendmahl und auf den Flügeln die Gethsemaneszene und die Auferstehung zeigen. In der Predella ist die Anbetung der Hirten dargestellt. In den Jahren 1974/1975 wurden Restaurierungsarbeiten durchgeführt, bei dem die Gemälde von R. Plambeck gereinigt und retuschiert wurden.
Die Kreuzigungsgruppe über dem Retabel wurde um 1300 geschaffen. Sie stammt möglicherweise von einem unter dem Chorbogen aufgestellten Kreuzaltar einer der untergegangenen Strander Kirchen. Wohl 1638 wurde sie auf dem umgestalteten Schobüller Retabel angebracht als Ergänzung und Zentrum von dessen neuem Bildprogramm. Dabei wurden der obere Kreuzarm ganz abgesägt und das Stammende gekürzt. Nur die Endscheiben des Querbalkens blieben erhalten. Das Kreuz ist in Form eines Baumes gestaltet. Der Gekreuzigte trägt statt einer Dornenkrone Tauwerk um den Kopf. Eine unter Seefahrern bekannte Strafe fügte der Person starke Schmerzen zu, denn das Tauwerk zog sich beim Trocknen zusammen. Der Ölfarbenanstrich wurde 1901 angebracht.

### Apostelfries
An der Nordwand hängt ein Figurenfries, der die zwölf Apostel sowie Johannes den Täufer und Maria Magdalena zeigt. Die Provenienz der 14 Figuren ist nicht gesichert. Sie werden auf etwa 1480 datiert. Es ist möglich, dass sie ursprünglich in dem 1638 umgestalteten Flügelaltar standen, in dessen Mittelschrein und Flügeln sie Platz finden würden. Sie könnten aber auch aus einer in der Burchardiflut 1634 untergegangenen Kirche stammen. Vermutlich befanden sich die Figuren in den Seitenflügeln eines Flügelaltars, dessen Mitte eine Kreuzigungsdarstellung bildete. Es bestehen Ähnlichkeiten zu den Apostelfiguren im Flügelaltar der St.-Magnus-Kirche in Tating. Heute stehen sie in einem Gehäuse aus dem 17. Jahrhundert, über dem ein mit den Namen der Dargestellten beschrifteter Baldachin angebracht ist. Darunter ist der Bibelvers Mk 16,15  geschrieben. Unter den Figuren befindet sich ein Hinweis auf eine Renovierung 1703. 1901 wurden die Figuren farblich neu gestaltet. Die ursprüngliche Fassung war für das Gewand blau mit einem goldenen Umhang.

### Taufe
Der achteckige pokalförmige Taufstein im spätgotischen Stil aus dem 15. Jahrhundert ist aus importiertem Namurer Blaustein gefertigt. Er soll im Jahr 1675 aus einer anderen Kirche übernommen worden sein, möglicherweise von der Insel Strand, die 1634 der Burchardiflut zum Opfer fiel. Der Taufdeckel wurde 1703 geschaffen. Es ist eine Volutenkrone mit sechs hervorspringenden Köpfen am unteren Fries. Sechs nach oben auslaufende geschwungene, verzierte Arme enden mit der vollplastischen Figur des Johannes des Täufers, zu dessen Füßen das Lamm Gottes sitzt. Über ihm schwebt der Heilige Geist in Form einer Taube. Dieser Deckel wurde von einer wohlhabenden Frau gestiftet. Ihr Name, Wolbers, ist im Fries eingearbeitet. Der Legende nach machte sie der Kirche dieses Geschenk nach einem Überfall, aus dem sie eine glückliche Rettung erfuhr.

Eine Besonderheit ist neben dem Taufstein ein Handtuchhalter aus dem 17. Jahrhundert, der im Giebelrelief die Taufe Christi zeigt.

### Kanzel
Die reich geschnitzte eichene Emporenkanzel von Jens Süncksen aus Langenhorn im Stil der Régence stammt aus dem Jahre 1735. Die Kanzel, die an der Südwand des Kirchenschiffs angebracht ist, betritt der Prediger durch einen Mauerdurchbruch vom Chor aus. Die Brüstungsfelder werden durch Konsolen mit Figuren gegliedert, die am Emporenzugang Adam, Mose und Johannes den Täufer und am gerundeten Kanzelkorb Jesus, die Evangelisten mit ihren Evangelistensymbolen und Luther darstellen. Sie flankieren gewölbte Blendkartuschen, die wiederum von Voluten- und Akanthuszierwerk umgeben sind. Der obere- und untere Fries wird von Puttenköpfen dekoriert. Am unteren Abschluss der Kanzel läuft ein umlaufendes Zierband mit Fruchtgehänge. Der profilierte Schalldeckel hat an der Unterseite eine Taube als Symbol für den Heiligen Geist, auf ihm stehen Putten mit Marterwerkzeugen. Die vergoldete Taube ist in einem plastischen Strahlenkranz gehalten, der sich an der Fläche eines Halbkreises über dem Kanzelkorb erhebt. Um ihn zeigen sich geschnitzte Reliefs mit Akanthus und Blüten.

### Weitere Ausstattung
1701 wurde der Kronleuchter von Deichgraf Matz Fredies gestiftet. Er ist aus Messing gefertigt. Zwei Lichtkränze ordnen sich um einen Balusterschaft, der in einer großen Kugel mit Pinienzapfen endet. Am oberen Ende zeigt sich eine Figur mit auf einem fliegenden Adler reitenden Zeus.
Das Kirchengestühl mit geschnitzten Wangen aus dem 16. und 17. Jahrhundert lässt einen Mittelgang frei. Die geschnitzten Wangen zeigen unterer einem Dreiecksgiebel einen mit C-Voluten flankierten Engelskopf.
Das Chorgestühl ist mit den Jahreszahlen 1708, 1710 und 1725 bezeichnet. Teile eines spätgotischen Lesepults mit einer dem Antemensale vergleichbaren Ornamentik wurden in jüngster Zeit neu montiert.

## Orgel

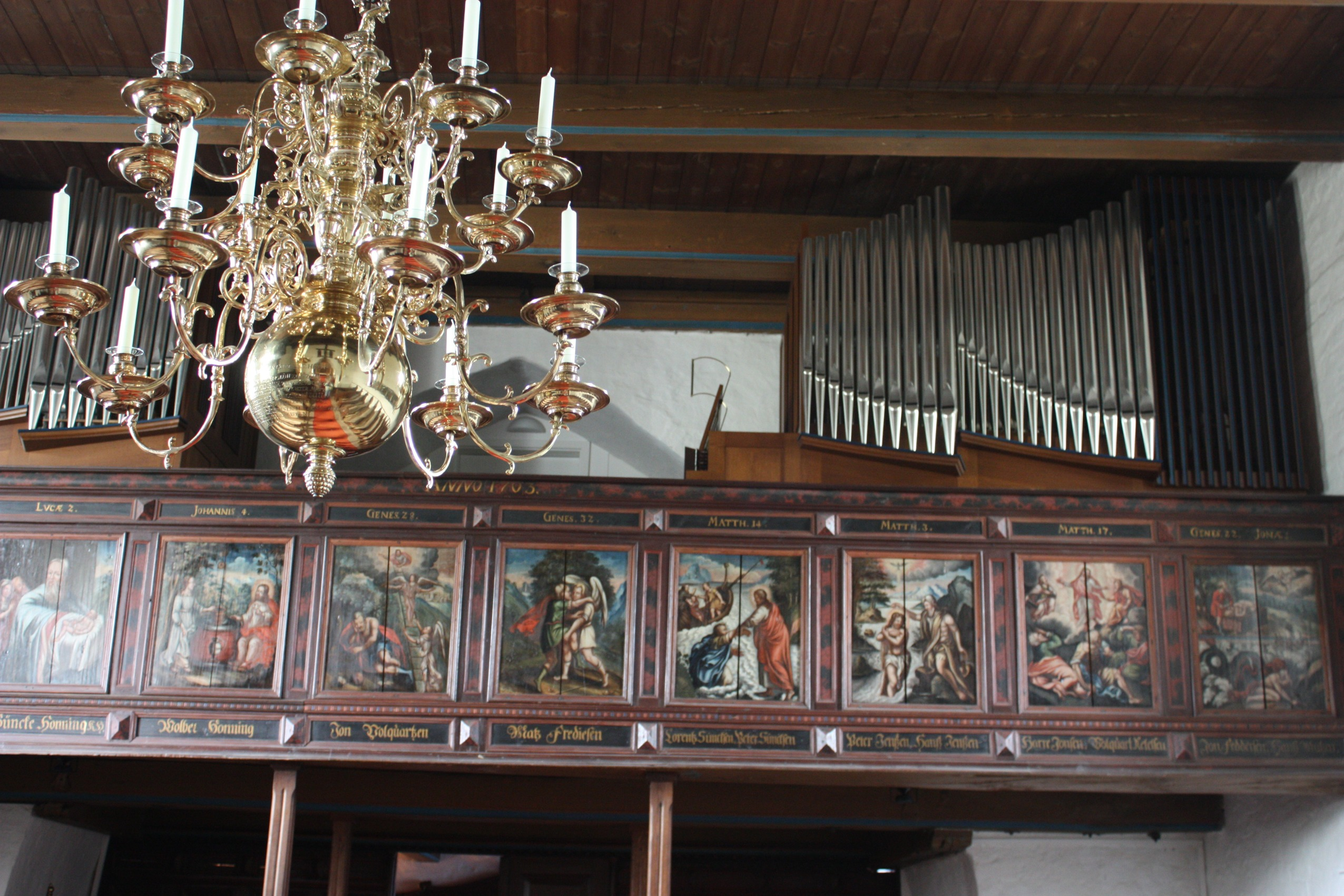
Westempore mit Jehmlich-Orgel

Die Westempore, die als Orgelempore dient, ist mit der Jahreszahl 1703 bezeichnet. Geschmückt ist sie mit zehn Bildern, die elf biblische Geschichten aus dem Alten und Neuen Testament zeigen.
Die heutige Orgel wurde 2002 von Jehmlich Orgelbau Dresden mit zweigeteiltem Prospekt erbaut. Das Schleifladen-Instrument hat 18 Register auf zwei Manualen und Pedal. Die Trakturen sind mechanisch.
| I Hauptwerk C–g3 |        |
| Prinzipal        | 8′     |
| Hohlflöte        | 8′     |
| Oktave           | 4′     |
| Quinte           | 2 ⁄3′  |
| Oktave           | 2′     |
| Terz             | 1 3⁄5′ |
| Mixtur III       | 1 ⁄3′  |

| II Hinterwerk C–g3 |       |
| Gedackt            | 8′    |
| Salizional         | 8′    |
| Gedacktflöte       | 4′    |
| Waldflöte          | 2′    |
| Quinte             | 1 ⁄3′ |
| Dulzian            | 8′    |
| Tremulant          |       |

| Pedal C–f1 |     |
| Subbass    | 16′ |
| Prinzipal  | 8′  |
| Oktave     | 4′  |
| Trompete   | 8′  |

- Koppeln: II/I, I/P, II/P